# Laura Ross (femme politique)
Pour les articles homonymes, voir Laura Ross et Ross.
Laura Ross est une femme politique provinciale canadienne de la Saskatchewan. Elle représente la circonscription de Regina Qu'Appelle Valley et Regina Rochdale à titre de députée du Parti saskatchewanais de 2007 à 2024.

## Biographie
Née à Yorkton en Saskatchewan, Ross grandit dans une famille de fermiers. Diplômée d'un baccalauréat en arts avec une majeure en géographie et sociologie de l'Université de Regina, elle travaille ensuite comme travailleuse autonome et agente d'immeuble. Avant son entrée en politique, elle travaille dans plusieurs groupes communautaires féministes et également pour l'Armée du salut.
Elle tente une entrée en politique pour le Parti saskatchewanais dans Regina Douglas Park en 2003, mais elle est termine deuxième derrière le néo-démocrate Harry Van Mulligen.
Élue dans Regina Qu'Appelle Valley en 2007, elle entre au cabinet à titre de ministre des Services gouvernementaux en juin 2010 dans le gouvernement de Brad Wall. Réélu en 2011, elle conserve son ministère jusqu'en mai 2012. Sa circonscription étant dissoute, elle sera réélu dans Regina Rochdale en 2016, et en 2020. D'abord ignorée par Scott Moe, elle réintègre le cabinet à titre de ministre des Parcs, de la Culture et du Sport le 9 novembre 2020.